# Ernesto Belis
Pour les articles homonymes, voir Belis.
Ernesto Antonio Belis (né le 1er février 1909 et mort à une date inconnue) était un joueur de football argentin.

## Biographie
Il commence sa carrière footballistique en 1927 au Excursionistas Buenos Aires, club local de Belgrano, quartier de Buenos Aires jusqu'en 1930.
Il part ensuite continuer sa carrière au Club Atlético Platense du quartier de Vicente López (Buenos Aires), où il devient professionnel lors de la saison 1931-1932, et où il joue 14 matchs et inscrit 2 buts.
En 1934, il part jouer au Club Atlético Defensores de Belgrano. L'année suivante en 1935, les Defensores passent en seconde division argentine, ligue où Belis continue sa carrière jusqu'en 1938.
En 1939-1940, Belis rejoue de nouveau à l'Excursionistas, comptabilisant un total de 109 matchs pour 14 buts. En 1944, il retourne aux Defensores, où il joue 53 matchs et inscrit 9 buts.